# Mayville (Wisconsin)
Mayville – miasto w Stanach Zjednoczonych, w stanie Wisconsin, w hrabstwie Dodge.